# Markus Schiffner
Markus Schiffner, né le 5 juin 1992 à Linz, est un sauteur à ski autrichien.

## Carrière
Il obtient son premier titre majeur en carrière en 2011 en devenant champion du monde junior par équipes.
Il fait ses débuts en Coupe du monde en janvier 2014 à Innsbruck. Il marque ses premiers points en décembre 2015 à Engelberg (24e).
Il est sélectionné pour les Championnats du monde 2017, où il se classe 22e au grand tremplin. En 2016-2017, il réalise sa meilleure performance à Bischofshofen, terminant 11e et remporte l'épreuve par équipes d'Oslo.

## Palmarès

### Championnats du monde
| Épreuve / Édition | Épreuve / Édition | Lahti 2017 |
| Petit tremplin    |                   |            |
| Grand tremplin    | Grand tremplin    | 22e        |
| Par équipes       | Petit tremplin    |            |
| Par équipes       | Grand tremplin    |            |

### Championnats du monde junior
| Épreuve / Édition | Otepää 2011 |
| Individuel        | 13e         |
| Par équipes       | Or          |

### Coupe du monde
- Meilleur classement général : 37e en 2017.
- Meilleur résultat individuel : 11e.
- 2 podiums par équipes : 1 victoire.

#### Différents classements en Coupe du monde
| Année     | Classement général final |
| 2015-2016 | 65e                      |
| 2016-2017 | 37e                      |
| 2018-2019 | 73e                      |
| 2020-2021 | 42e                      |
| 2021-2022 | 53e                      |

### Coupe continentale
- 2 victoires.